# 鲁健
鲁健（1972年10月4日—），内蒙古自治区阿拉善盟人，现在是中国中央电视台主持人，毕业于北京广播学院（现中国传媒大学）。

## 生平
1988年8月8日，鲁健的父亲因脑血栓而瘫痪，当时他只有15岁。
鲁健的姐姐在宁夏回族自治区银川市工作，鲁健从她那得知银川电视台招人的消息，他应聘上了，并且在那工作3年。
鲁健后来考入北京广播学院（现中国传媒大学），2001年毕业后被分配到中国中央电视台。2003年3月20日伊拉克战争爆发时，在CCTV-4主持新闻节目的鲁健于10点41分40秒播报美英联军轰炸巴格达的消息，成为中国电视媒体中最先播出开战新闻的主持人（当时CCTV-4只比CNN慢一分钟播出开战消息），这也让鲁健在中国观众中的知名度剧增。
2022年，获得首届中国播音主持“金声奖”。

## 家庭
2001年，鲁健和郑天亮一起被分配到中国中央电视台，从那时起，鲁健就喜欢上了郑天亮。2002年，鲁健和郑天亮的关系发展迅速。2004年3月6日，鲁健和郑天亮两人在北京市低调结婚。

## 节目
- 中国新闻
- 新闻六十分
- 财经时讯
- 与总编面对面
- 今日关注
- 海峽兩岸知識大賽
- 中國地名大會
- 鲁健访谈